# M/Y Thelma IV
M/Y Thelma IV är en salongsbåt som ritades 1915 av Carl Gustaf Pettersson och byggdes 1916 på Eriksbergs varv i Göteborg.
Thelma IV beställdes av dåvarande varvschefen på och ägaren till Eriksbergs varv, Erik Flobeck (1873–1917), som var en av initiativtagarna 1913 till Sveriges frivilliga motorbåtskår och blev vice ordförande och vice flottiljchef för Göteborgs frivilliga motorbåtsflottilj. Thelma IV byggdes för att fungera inom denna verksamhet. Den såldes efter Flobecks död 1917 till Gunnar Tellander i Göteborg, som döpte om henne till Gladan, och som också var aktiv i Göteborgs frivilliga motorbåtsflottilj, där han var vice ordförande och vice flottiljchef 1917–1924.
Efter första världskriget köptes båten av vin- och spritgrosshandlaren Otto Wallenius, som ändrade namnet till Vipan. Han sålde henne vidare 1923 till Styrsö som sightseeingbåt. År 1925 köptes hon av pappersbruksdirektören Ole Christian Olsen, som döpte henne till Intra. Vid Olsens död 1951 köptes fartyget av åkeriägaren Titus Floberg (född 1895), som gav henne namnet Valkyrian II. Från 1956 till 1978 gick hon under namnet Vinga i taxitrafik för Uno Ljungberg på Styrsö.
Hon genomgår nu (2016) sedan flera år en omfattande renovering.